# Ferdinand Mülhens

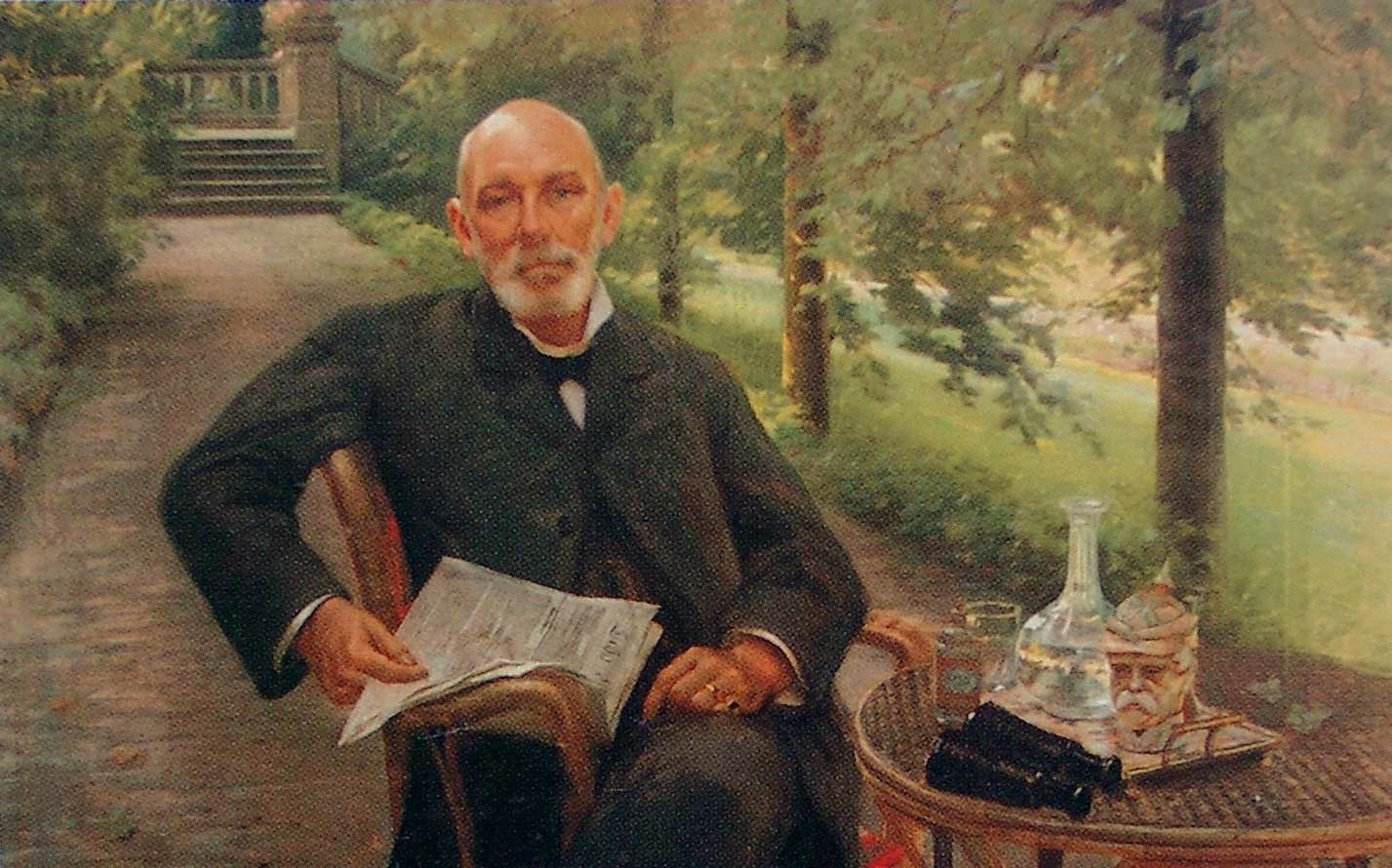
Ferdinand Mülhens, Porträt von 1926 (Künstler unbekannt)

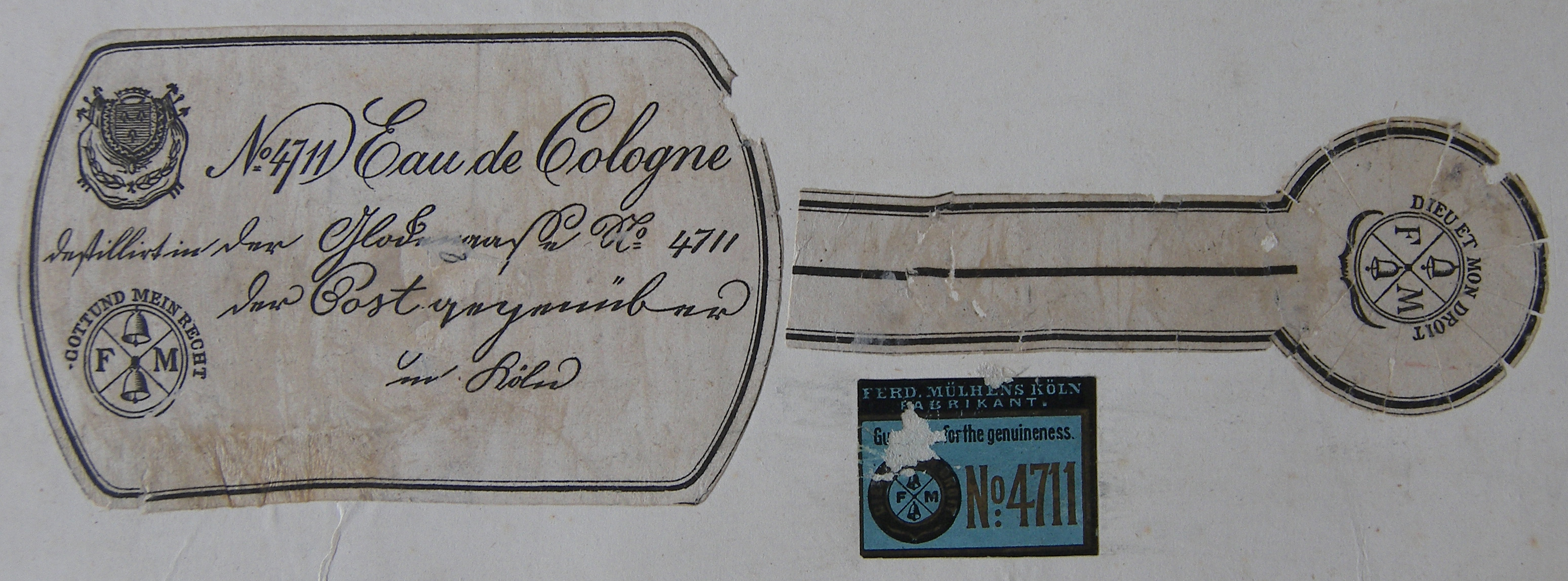
Etikett, entworfen von Ferdinand Mülhens 1881 mit späterem Blau-Gold-Zusatzetikett

Werbung für 4711 als k.u.k. Hoflieferant (1908)

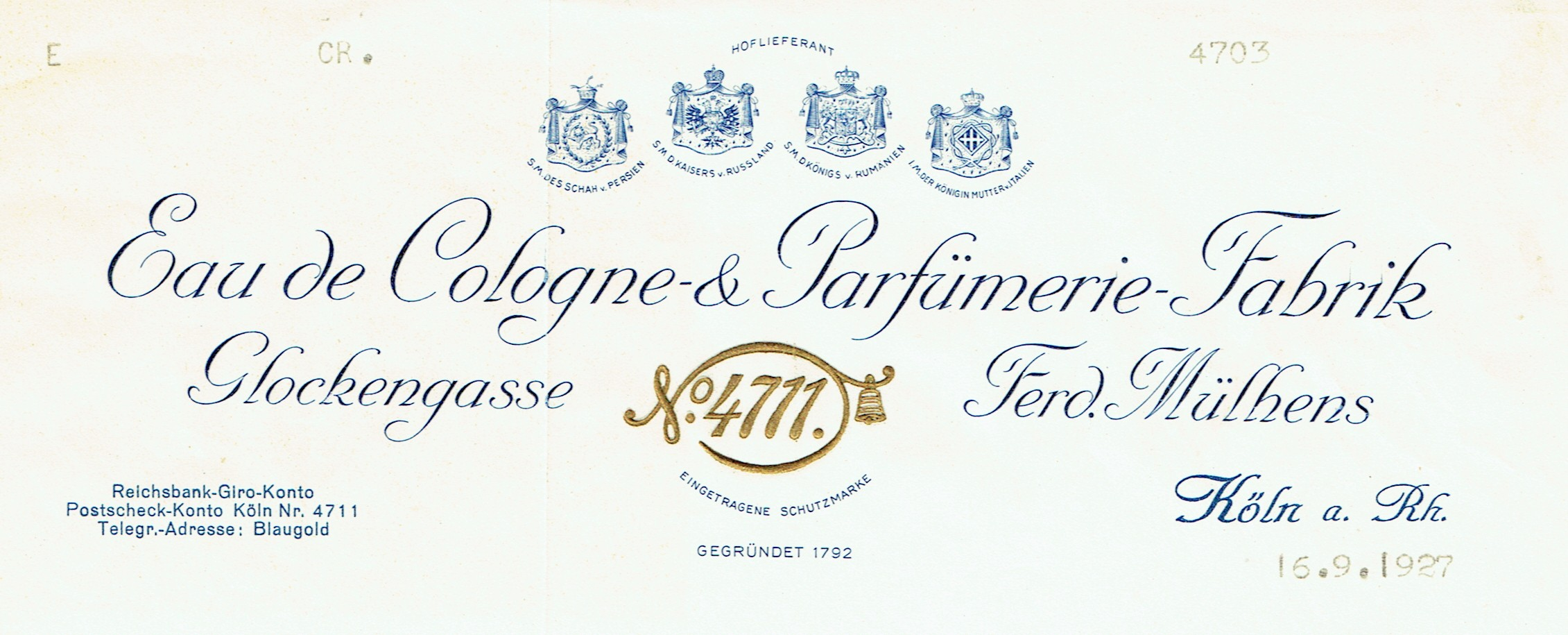
Im Briefkopf von 1927 wird gezeigt, wo man Hoflieferant ist.

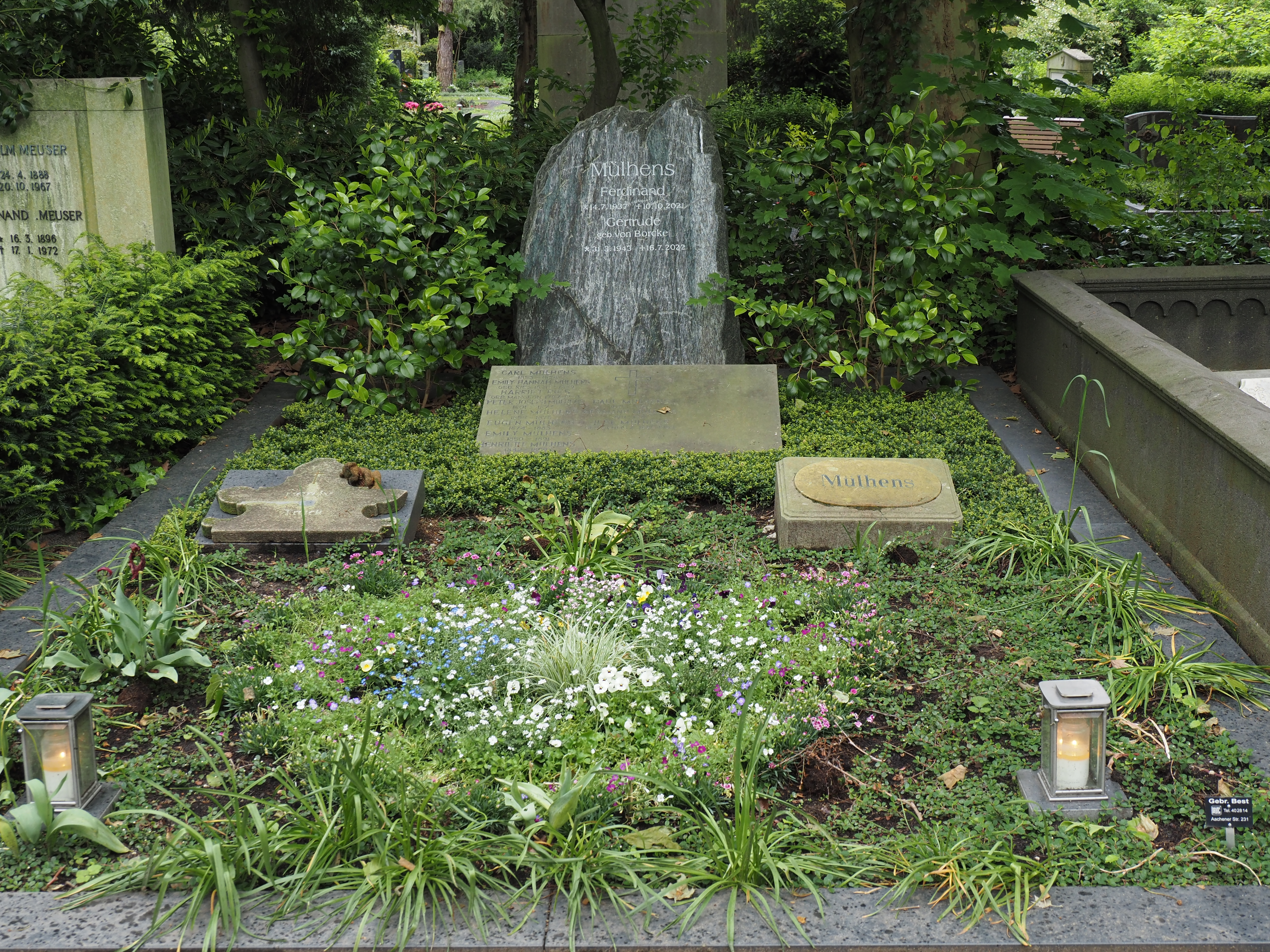
Grabstätte von F. Mülhens auf Melaten in Köln

Ferdinand Mülhens (* 23. Dezember 1844 in Köln; † 15. Januar 1928 in Königswinter) war ein deutscher Unternehmer und Gutsbesitzer mit Wohnsitz in Köln und später in Königswinter. Er wurde auch „De Naas vun Kölle“ genannt.

## Biografie
Ferdinand Mülhens wurde zunächst 1872 zum Teilhaber, 1873 nach dem Tode seines Vaters Peter Joseph Mülhens schließlich zum alleinigen Inhaber der von seinem Großvater Wilhelm Mülhens gegründeten Kölnisch Wasser- und Parfümfabrik an der Glockengasse unter der Firma Franz Maria Farina. Unter seiner Leitung weitete das Unternehmen seine Produktpalette aus. Als erster Kölnisch-Wasser-Hersteller produzierte Mülhens auch Körperpflegeprodukte sowie andere Düfte und setzte Produktwerbung ein. 1881 ließ er nach verlorenem Prozess um die Farina-Namensrechte die neue Firma Eau de Cologne- und Parfümerie-Fabrik Glockengasse No. 4711 gegenüber der Pferdepost von Ferd. Mülhens ins Handelsregister eintragen. 
4711, die historische Kölner Hausnummer, rückte in den Mittelpunkt der Werbung und wurde schließlich zu einer Marke mit hohem Wiedererkennungswert. Gegen Ende des 19. Jahrhunderts entwickelte sich 4711 Echt Kölnisch Wasser zu einem Massenprodukt. 1873 erhielt Mülhens die Erlaubnis, das königliche Wappen der Niederlande zu führen. Auf Grund der hohen Qualität seiner Produkte wurde Ferdinand Mülhens um 1900 der Titel eines k.u.k. Hoflieferanten verliehen. 1902 erfolgte die Titelverleihung des Schahs von Persien, 1906 von der Königin-Mutter Margarethe von Italien, 1897 bzw. 1913 vom Zar von Russland und 1911 vom König von Rumänien.
1886 wurde er Alleineigentümer des Wintermühlenhofs in Königswinter, den er ab 1900 auch als Alterssitz nutzte. 1893 errichtete er das Savoy-Hotel „Großer Kurfürst“ gegenüber dem Kölner Dom. 1911 erwarb er einen Teil des Petersberges, auf dem er ein weiteres Hotel erbauen ließ. Unter seinem Einfluss entwickelte sich das Siebengebirge zu einem Fremdenverkehrsgebiet. 1910/1911 stiftete Mülhens der Stadt Königswinter als Volkswohlgebäude das Wilhelm-Auguste-Viktoria-Haus. 1913/1914 ließ er nach einem Entwurf von Heinrich Müller-Erkelenz einen Neubau des Hotels auf dem Petersberg errichten, das später Gästehaus der Bundesregierung wurde. Ab 1913 war er Eigentümer der Drachenfelsbahn und der Petersbergbahn.
Ferdinand Mülhens bekam 1922 die Ehrenbürgerwürde von Königswinter verliehen. Er wurde am 19. Januar 1928 auf dem Friedhof Am Palastweiher beigesetzt.
Sein Sohn und Erbe des Unternehmens 4711 war Peter Mülhens, der Gründer des Gestüts Röttgen in Köln-Heumar. Seine Schwiegersöhne waren der Münchner Möbelfabrikant Heinrich Pössenbacher und der Unternehmer Michael DuMont aus der Verlagsdynastie DuMont, seine Enkelin Marietta war mit dem Dürener Landrat Theodor Beaucamp verheiratet.